# Teoria dos seis graus de separação

Exemplo de uma rede social. Note as ligações em destaque: mesmo com uma distância relativamente longa, o caminho tem poucos passos.

A teoria dos seis graus de separação originou-se a partir de um estudo científico desenvolvido pelo psicólogo Stanley Milgram, que criou a teoria de que, no mundo, são necessários no máximo seis laços de amizade para que duas pessoas quaisquer estejam ligadas. No estudo, feito nos Estados Unidos, buscou-se, através do envio de cartas, identificar o números de laços de conhecimento pessoal existente entre duas pessoas quaisquer. Cada pessoa recebia uma carta identificando a pessoa alvo e deveria enviar uma nova carta para a pessoa identificada, caso a conhecesse, ou para uma pessoa qualquer de suas relações que tivesse maior chance de conhecer a pessoa alvo. A pessoa alvo, ao receber a carta, deveria enviar uma carta para os responsáveis pelo estudo.
A popularidade da crença no fato de que o número máximo de passos entre duas pessoas é 6 (seis) gerou, em 1990, uma peça de nome Six Degrees of Separation, de John Guare.
Os estudos sobre grau de separação incluem-se entre os modernos estudos de análise de redes sociais. Várias pesquisas vem sendo feitas, como por exemplo, na identificação da estrutura das redes de colaboração de cientistas, redes de cooperação e de transmissão de doenças, e redes de páginas e sítios na web. Uma iniciativa de pesquisa recente no Brasil inclui a análise de redes de co-autoria dos pesquisadores de Ciência da Informação, denominada Rede CI.
Essa teoria também é provada pelo uso das redes de relacionamento, como o Orkut. A base de funcionamento do Orkut é a própria teoria, pois graças a ela o engenheiro de software responsável pela rede de relacionamentos, Orkut Buyukkokten pôde estabelecer uma relação intermediária entre todos os usuários.
Embora o conceito de Milgram seja inovador, ideia semelhante ocorreu entre matemáticos no final da década de 50 para homenagear o prolífico matemático húngaro Paul Erdős. Em um artigo da década de 60, Goffman formalizou o conceito de Número de Erdős, uma função particular que define a distância entre um qualquer matemático e Paul Erdős, utilizando como relação entre eles a produção de um artigo científico: quem assinou um artigo com Erdös possui o Número de Erdös = 2, enquanto quem assinou com quem assinou com Erdös possuirá Número de Erdös = 3.
A partir de tal ideia, foi criado em 1996 o jogo "O Oráculo de Bacon (The Oracle of Bacon)" que quantifica o Número de Bacon, no caso. Criado por Brett Tjaden, um cientista da computação da Universidade de Virgínia, e mantido atualmente por Patrick Reynolds, nesse caso o ator Kevin Bacon é tido como partida a partir de autuações com ele.  Para exemplificar, a atriz Fernanda Montenegro tem um número Bacon de 2, obtido da seguinte forma: ela atuou em O Amor nos Tempos do Cólera (2007) com Benjamin Bratt que atuou com Kevin Bacon em O Lenhador (2004). Pode-se, também, calcular a distância geodésica entre quaisquer pares de atores. Assim entre Fernanda Montenegro e Carmem Miranda, a distância é de 2 porque Fernanda Montenegro atuou em Mãos Sangrentas (1955) com Heloisa Helena, que por sua vez atuou em Alo Alo Carnaval (1936) com Carmem Miranda.